# Dizi (Instrument)
Dizi, chinesisch 笛子, Pinyin dízi; auch 笛 di oder 橫笛 hengdi, ist eine Querflöte der traditionellen chinesischen Musik. Sie findet in vielen Bereichen Verwendung, in der Chinesischen Oper ebenso wie im Orchester oder auch der Volksmusik.

Dizi aus der Qing-Dynastie

## Herkunft

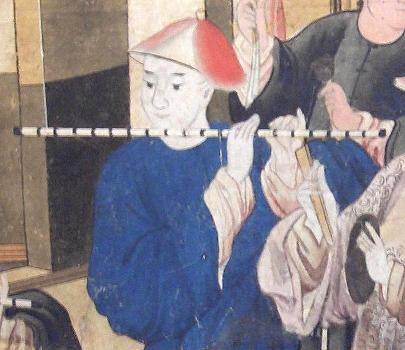
Dizi-Spieler bei einer Beerdigungsprozession, Darstellung auf einer Tapete, ca. 1780

Zu den Theorien über die Herkunft der ostasiatischen Querflöten siehe Limbe. Die mongolische Querflöte limbe ist eng mit der dizi und anderen Querflöten in Zentral- und Ostasien verwandt. Angenommen wird ein Kulturimport während der Han-Dynastie.
In neuerer Zeit haben Archäologen Belege dafür gefunden, dass einfache Flöten, also solche ohne das zusätzliche Mokong-Loch, in China seit über 8.000 Jahren verbreitet sind. Knochenflöten aus dieser Zeit sind teilweise heute noch gebrauchsfähig und ähneln in auffälliger Weise ihren modernen Pendants.

## Bauform
Gewöhnlich werden dizi aus Bambus gefertigt, weswegen sie im Westen bisweilen auch als „chinesische Bambusflöte“ bezeichnet werden.
Anders als die einfacheren Flöten verfügt die dizi neben dem Blas- und sechs Grifflöchern noch über ein weiteres Loch, das mokong. Über ihm wird mit einem speziellen Klebstoff oder etwas Spucke zum Anfeuchten eine hauchdünne, leicht gerunzelte Bambusmembran (dimo; 笛膜) oder Reispapier als Mirliton befestigt, die beim Spielen ein nasal summendes Geräusch erzeugt und damit der dizi eine besondere Klangfarbe verleiht. Gewöhnlich verfügen dizis über einen Tonumfang von zweieinviertel Oktaven.
Gebräuchliche Varianten der dizi sind die vor allem in Nordchina verbreitete, hell-lebhafte bangdi (梆笛) sowie die eher im Süden beheimatete gefühlvollere und schwermütigere qudi (曲笛). Beide Typen gibt es in verschiedenen Tonlagen (und Größen); professionelle Flötisten besitzen in der Regel sieben davon. Für bestimmte Spezialeffekte wie etwa die Imitation von Vogelstimmen werden extrem kleine oder große Dizis eingesetzt.
Neben der dizi existieren noch weitere Bambusflöten, etwa die xiao und die koudi.

## Spielweise
Dizi werden oft mit verschiedenen fortgeschrittenen Techniken gespielt, etwa der Zirkularatmung, Obertönen, „Fliegende-Finger“-Triller, Mehrstimmigkeit, Flatter- und Doppelzunge.
Das Instrument erfreut sich auch heute noch, nicht zuletzt wegen seiner relativ wenig aufwändigen Herstellungsweise, der leichten Transportierbarkeit und seines wundervollen Klangs großer Beliebtheit.
Die dizi ist das Attribut des Unsterblichen Han Xiangzi; gelegentlich wird auch Lan Caihe damit anstelle des verbreiteteren Blumenkorbs dargestellt.